# St George's Cathedral, Perth
St George's Cathedral är den främsta anglikanska katedralen i staden Perth i västra Australien. Den är domkyrka i Perth anglikanska stift. Katedralen ligger i centrala Perth vid korsningen mellan gatorna St Georges Terrace och Cathedral Avenue. Området där kyrkan ligger är ett kulturarv som innefattar finanskvarteren och stadshuset.

## Kyrkobyggnaden
Kyrkan uppfördes åren 1879 till 1888 efter ritningar av Sydneyarkitekten Edmund Blacket och ersatte en tidigare byggnad som låg strax nordost om den nuvarande. Katedralen beskrivs i västra Australiens statsarkiv som en kyrka i den viktorianska akademiska stilen, byggd av lokalt tillverkad tegelsten, kalksten från ön Rottnest och Eucalyptusträ. Kyrkans sadeltak var ursprungligen täckt med skiffer men ersattes på 1950-talet med taktegel eftersom det ursprungliga taket läckte. 
Åren 2005 till 2008 genomgick katedralen en omfattande då takets tegelbeläggning ersattes med skiffer som var den ursprungliga beläggningen. Jordbävningsskydd installerades på två väggar med spännsystem och en hel del annat arbete gjordes. 

## Bildgalleri

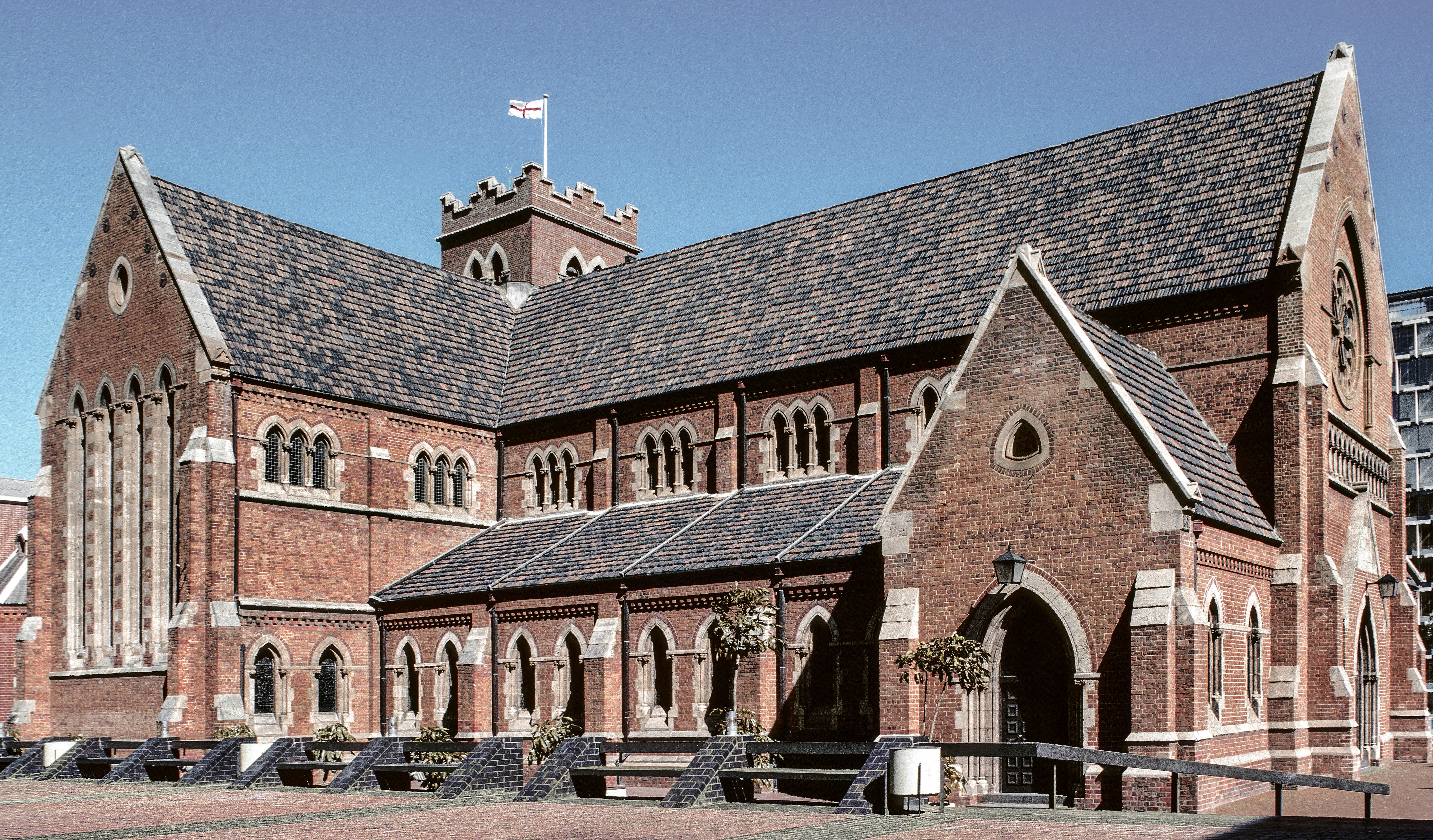
Vy från nordväst.
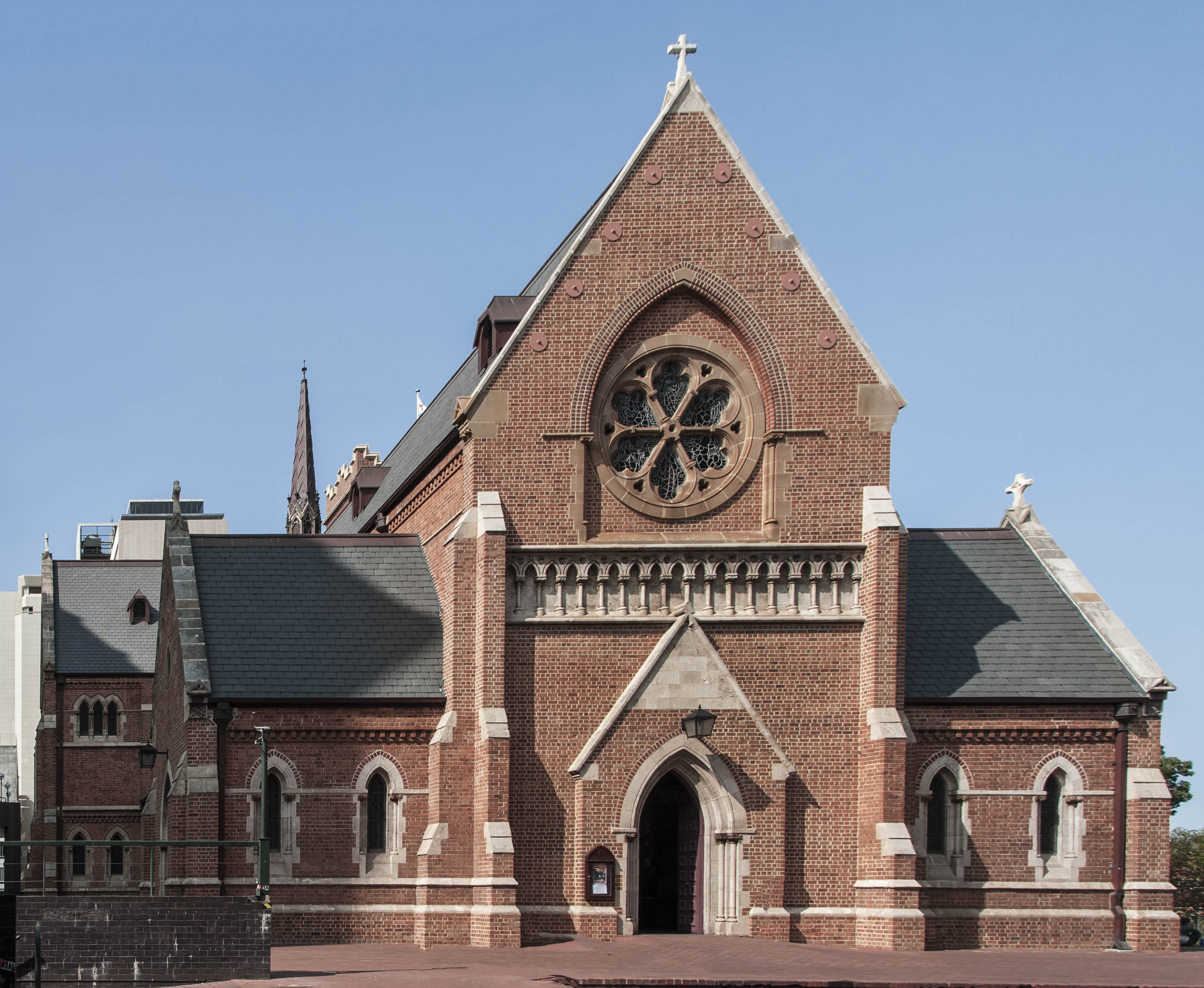
Vy från väster.
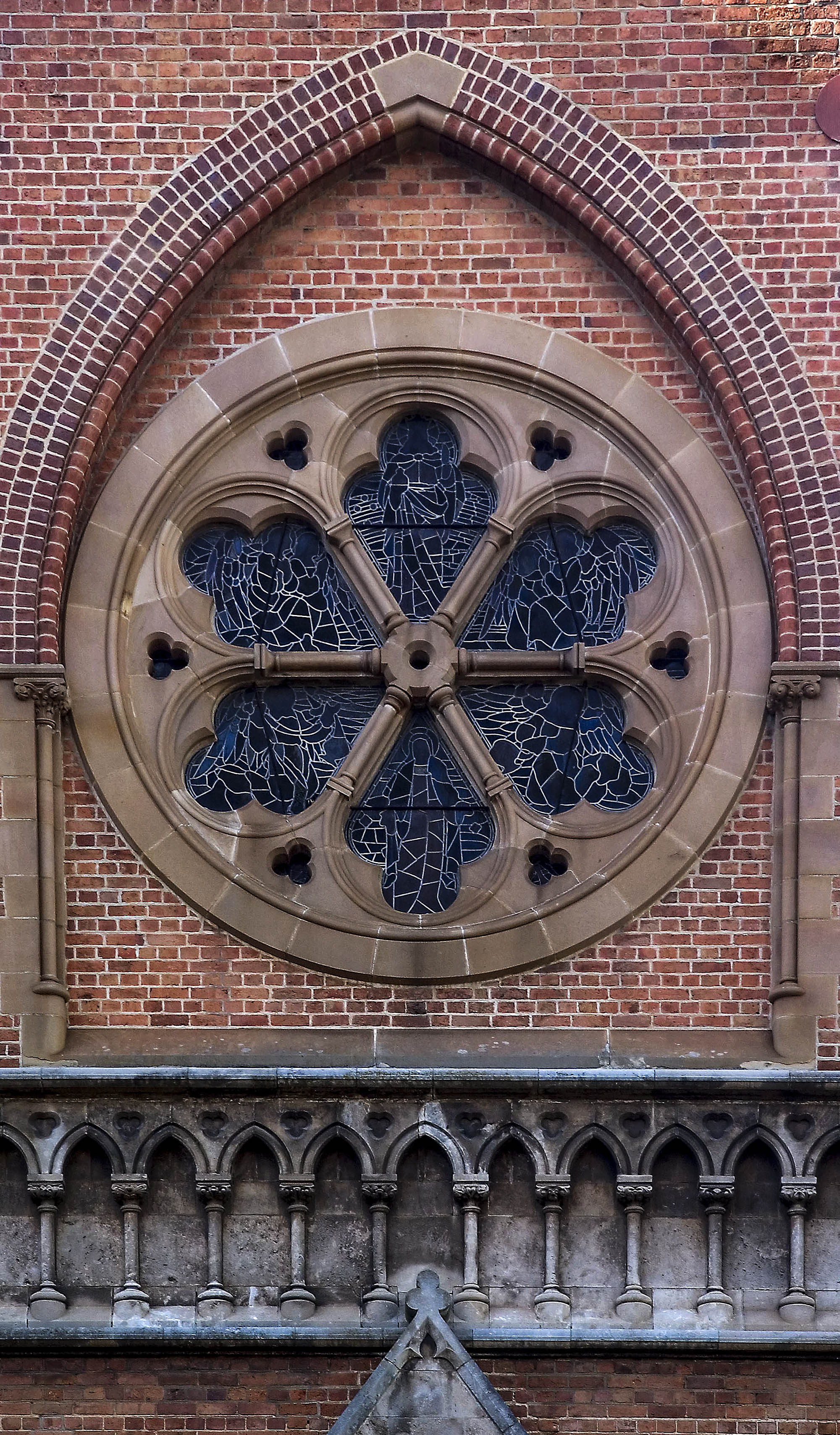
Rosettfönster i västra fasaden.
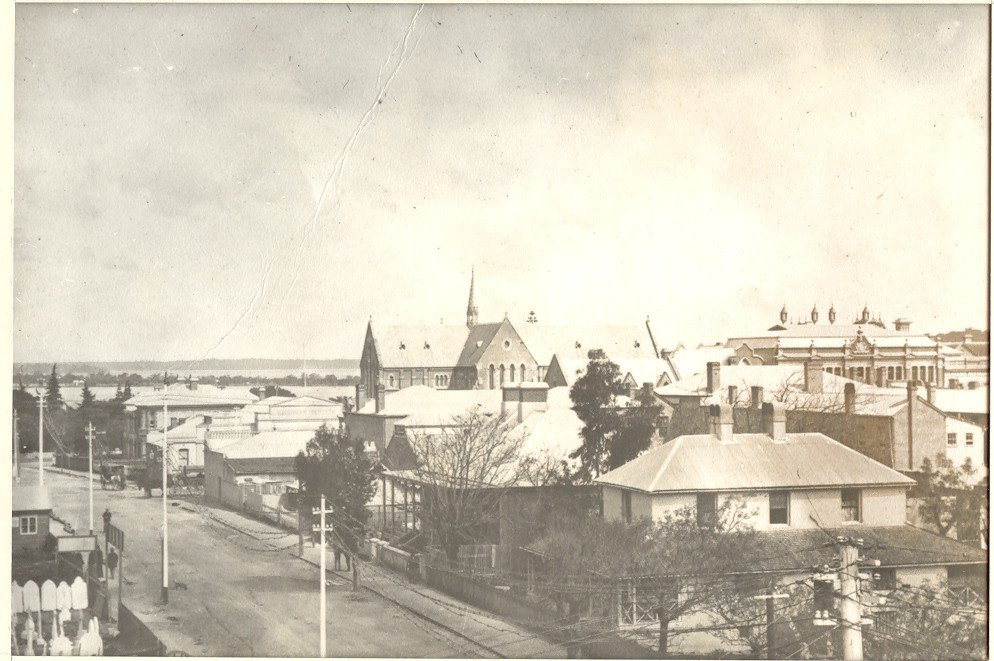
Katedralen omkring år 1895.
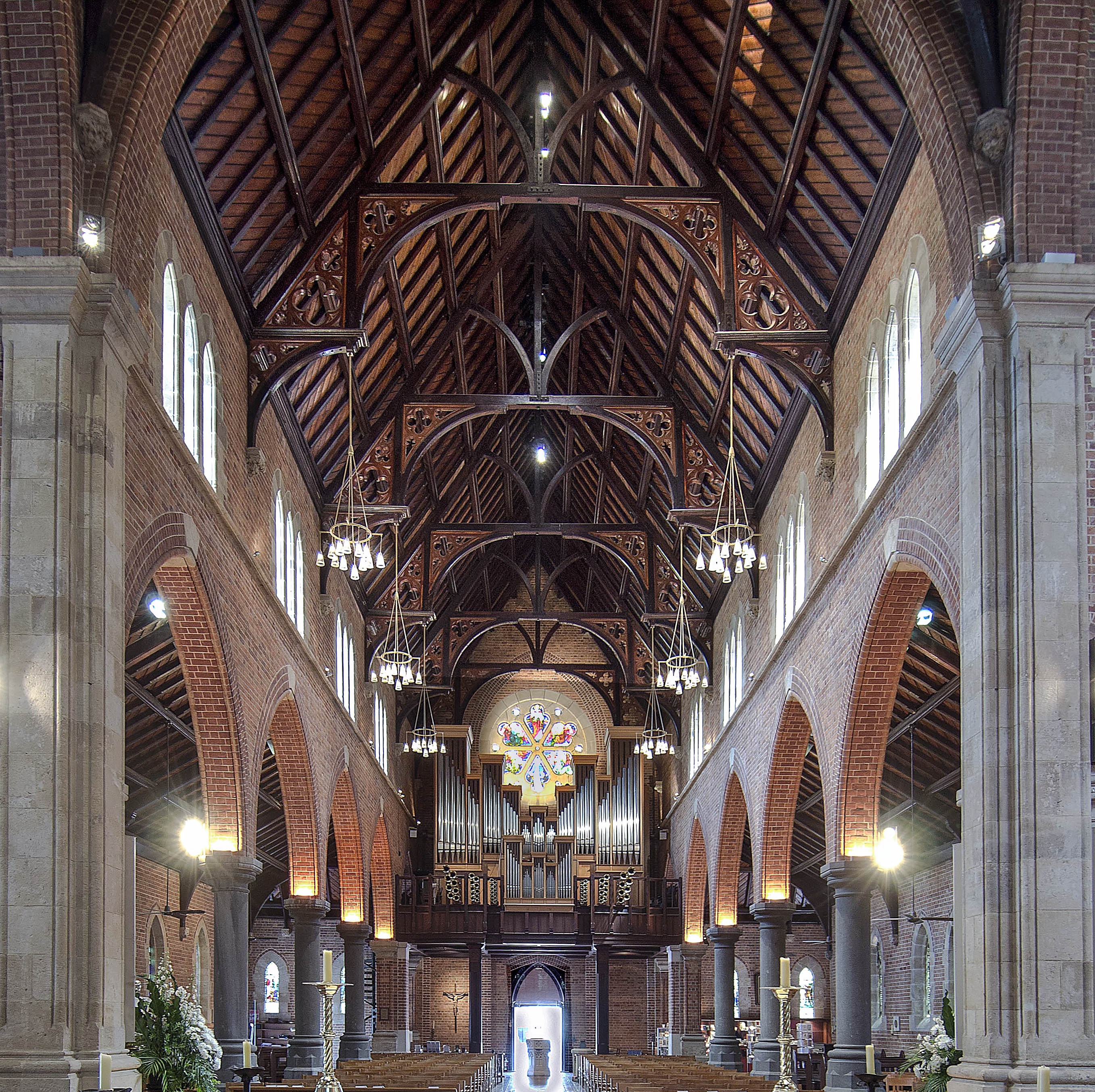
Kyrkorum mot väster.
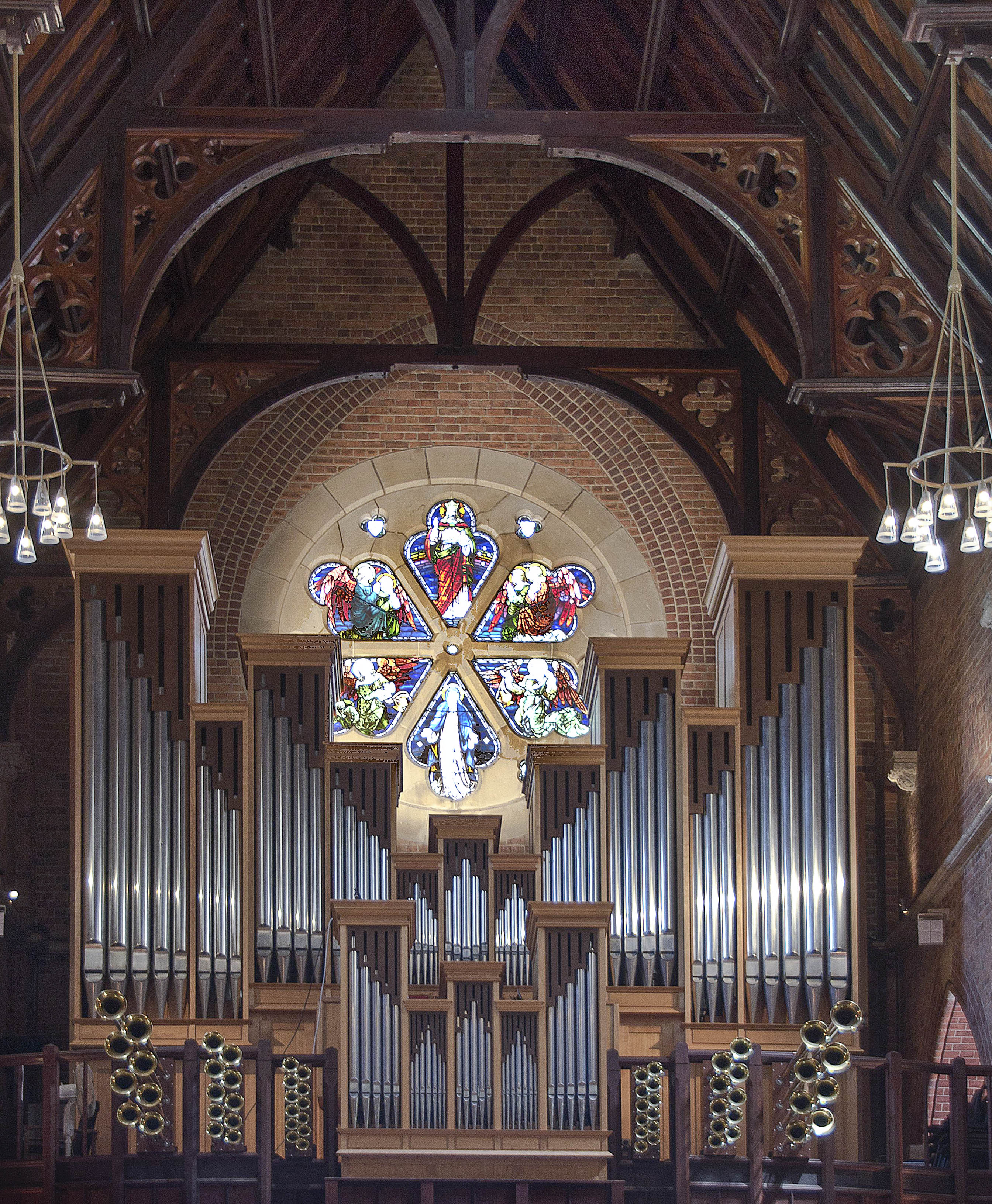
Läktarorgel.